# Liste der lettischen Fußballmeister
Die Liste der lettischen Fußballmeister umfasst diejenigen Mannschaften, die in Lettland (1918–1944 und seit 1991) den nationalen Meistertitel in der Virsliga gewinnen konnten. Zwischen 1944 und 1991 wurden Regionalmeisterschaften der Lettischen Sowjetrepublik innerhalb der Sowjetunion ausgetragen. Mittlerweile wird auf der Verbandsseite die Meisterschaft des Jahres 1991 als erste nach der Wiedereinführung aufgeführt.
| 1922–1943 | 1991–2009 | ab 2010 |
| --- | --- | --- |
| 1922 SV Kaiserwald Riga 1923 SV Kaiserwald Riga 1924 Riga FK 1925 Riga FK 1926 Riga FK 1927 Olimpija Liepāja 1928 Olimpija Liepāja 1929 Olimpija Liepāja 1930 RFK Riga 1931 RFK Riga 1932 ASK Riga 1933 Olimpija Liepāja 1934 RFK Riga 1935 RFK Riga 1936 Olimpija Liepāja 1937/38 Olimpija Liepāja 1938/39 Olimpija Liepāja 1939/40 RFK Riga 1942 ASK Riga 1943 ASK Riga | 1991 Skonto Riga 1992 Skonto Riga 1993 Skonto Riga 1994 Skonto Riga 1995 Skonto Riga 1996 Skonto Riga 1997 Skonto Riga 1998 Skonto Riga 1999 Skonto Riga 2000 Skonto Riga 2001 Skonto Riga 2002 Skonto Riga 2003 Skonto Riga 2004 Skonto Riga 2005 FK Liepājas Metalurgs 2006 FK Ventspils 2007 FK Ventspils 2008 FK Ventspils 2009 FK Liepājas Metalurgs | 2010 Skonto Riga 2011 FK Ventspils 2012 FC Daugava Daugavpils 2013 FK Ventspils 2014 FK Ventspils 2015 FK Liepāja 2016 FK Spartaks Jūrmala 2017 FK Spartaks Jūrmala 2018 Riga FC 2019 Riga FC 2020 Riga FC 2021 FK RFS |